# Omphisa vaovao
Omphisa vaovao is een vlinder uit de familie van de grasmotten (Crambidae). De wetenschappelijke naam van deze soort is voor het eerst voorgesteld door Pierre Viette in een publicatie uit 1973.
De soort komt voor op Madagaskar.